# Soleto
Soleto (Sulítu in dialetto salentino e Sulíto/Σουλήτο in grico) è un comune italiano di 5 073 abitanti della provincia di Lecce in Puglia.
Collocato in Salento ed equidistante dal mare Adriatico e dallo Ionio, fa parte della Grecìa Salentina, isola linguistica in cui si parla una lingua di derivazione greca, il grico.

## Geografia fisica
(Le cento città d'Italia illustrate, 1929)

### Territorio
La cittadina si trova a metà strada fra Otranto e Gallipoli su un piccolo altopiano a 90 metri s.l.m. Il territorio circostante degrada fino a 48 metri s.l.m. nella pianura salentina. Il punto più alto è a 106 metri s.l.m. in località Specchia Murica da dove si può vedere ad occhio nudo la collina di Collepasso, che si trova circa 16 km a sud-ovest, dopo il comune di Sogliano Cavour e l'avvallamento argilloso-tufaceo di Cutrofiano.
Confina a nord con i comuni di Lequile, San Donato di Lecce e Sternatia, a est con il comune di Zollino, a sud-est con il comune di Corigliano d'Otranto, a ovest con il comune di Galatina.
- Classificazione sismica: zona 4 (sismicità molto bassa), Ordinanza PCM n. 3274 del 20/03/2003

### Clima
Dal punto di vista meteorologico Soleto rientra nel territorio del basso Salento che presenta un clima prettamente mediterraneo, con inverni miti ed estati caldo umide. In base alle medie di riferimento, la temperatura media del mese più freddo, gennaio, si attesta attorno ai +9 °C, mentre quella del mese più caldo, agosto, si aggira sui +25,1 °C. Le precipitazioni medie annue, che si aggirano intorno ai 676 mm, presentano un minimo in primavera-estate ed un picco in autunno-inverno.
Facendo riferimento alla ventosità, i comuni del basso Salento risentono debolmente delle correnti occidentali grazie alla protezione determinata dalle serre salentine che creano un sistema a scudo. Al contrario le correnti autunnali e invernali da Sud-Est, favoriscono in parte l'incremento delle precipitazioni, in questo periodo, rispetto al resto della penisola.
| Soleto                     | Mesi | Mesi | Mesi | Mesi | Mesi | Mesi | Mesi | Mesi | Mesi | Mesi | Mesi | Mesi | Stagioni | Stagioni | Stagioni | Stagioni | Anno |
| Soleto                     | Gen  | Feb  | Mar  | Apr  | Mag  | Giu  | Lug  | Ago  | Set  | Ott  | Nov  | Dic  | Inv      | Pri      | Est      | Aut      | Anno |
| -------------------------- | ---- | ---- | ---- | ---- | ---- | ---- | ---- | ---- | ---- | ---- | ---- | ---- | -------- | -------- | -------- | -------- | ---- |
| T. max. media (°C)         | 12,4 | 13,0 | 14,8 | 18,1 | 22,6 | 27,0 | 29,8 | 30,0 | 26,4 | 21,7 | 17,4 | 14,1 | 13,2     | 18,5     | 28,9     | 21,8     | 20,6 |
| T. min. media (°C)         | 5,6  | 5,8  | 7,3  | 9,6  | 13,3 | 17,2 | 19,8 | 20,1 | 17,4 | 13,7 | 10,1 | 7,3  | 6,2      | 10,1     | 19,0     | 13,7     | 12,3 |
| Precipitazioni (mm)        | 80   | 60   | 70   | 40   | 29   | 21   | 14   | 21   | 53   | 96   | 109  | 83   | 223      | 139      | 56       | 258      | 676  |
| Umidità relativa media (%) | 79,0 | 78,9 | 78,6 | 77,8 | 75,7 | 71,1 | 68,4 | 70,2 | 75,4 | 79,3 | 80,8 | 80,4 | 79,4     | 77,4     | 69,9     | 78,5     | 76,3 |

- Classificazione climatica di Soleto:[6]
  - Zona climatica: C
  - Gradi giorno: 1216

## Origini del nome
Stando ad una diffusa, ma con ogni probabilità erronea interpretazione, il nome Soleto deriverebbe dalla parola sole. Alcuni studi hanno ipotizzato, invece, che il termine si riferisca a basoleto (syllithos in greco), la pietra utilizzata nella zona. Nel 2003 è stato trovato un ostrakon con una mappa antichissima, detta la Mappa di Soleto, in cui le prime tre lettere del nome (ΣΟΛ) sono chiaramente incise ad identificare il paese. Essendo l'ostrakon di epoca messapica, non è chiaro cosa questa parola possa significare. Plinio il Vecchio, nel libro III della Naturalis Historia parla di Soletum, che in latino ha il significato di (luogo) solitario. È attestato anche il toponimo Salentum, ritrovato sulle monete coniate in zona e, ancora, Sallentia citata dallo storico Stefano Bizantino. Da una lettera greco-latina inviata nel 1598 dall'ultimo Arciprete soletano di rito greco Antonio Arcudi a Papa Clemente VIII, si evince il modo di firmarsi del chierico, cioè Αντωνιος ο της Σωλεντȣ Αρχιπρεσβυτερος (traslitterato Antōnios o tēs Sōlentou Archipresbyteros), mentre in latino si firmava Antonius Arcudius Archipresbyter Soleti. Questo potrebbe indicare l'origine dell'odierno nome del paese in dialetto grico, Sulítu. Visto che la pronuncia di ω [o] non accentato, all'interno di certe parole, nel grico si è spostato ad ου [u].

## Storia

### Preistoria, messapi ed epoca romana
Soleto è uno dei siti neolitici più noti del Salento per il ritrovamento di manufatti e un deposito di asce in bronzo (usate per funzioni religiose o come merce di scambio) oggi esposte nel Museo Archeologico Nazionale di Taranto. Alcune campagne di scavi, nelle vicinanze dell'attuale Convento dei Francescani, hanno portato alla luce parte dell'antica cinta muraria di età messapica visibile ancora nel Cinquecento e citata dall'erudito Galateo nel De situ Iapygiae. Molto prima di lui Plinio il Vecchio, nel libro III della Naturalis Historia, narra di aver trovato, durante il suo viaggio nel Salento nel I secolo d.C., "Soletum desertum".
Soleto fu un ragguardevole nodo viario che metteva in comunicazione i più importanti centri messapici. La strada che da Rudiae portava a Basta (oggi Vaste) e Vereto (nei pressi di Patù) qui incrociava una via trasversale che collegava il porto di Thuria Sallentina (oggi Roca Vecchia) sull'Adriatico con il porto Nauna (l'attuale Santa Maria al Bagno) sullo Ionio.
La città, come la maggior parte delle località messapiche, venne rasa al suolo con la conquista romana del Salento, dopo le guerre contro Annibale. Di quest'epoca rimangono visibili deboli tracce di centuriazione nell'ambiente rurale ed i resti di una "villa rustica" romana del 150 a.C. venuti alla luce nel fondo Paparusso nella campagna di scavo 2011.

### La Contea di Soleto
La storia più conosciuta di Soleto è, tuttavia, quella medioevale e coincide con la storia della Contea di Soleto che comprendeva gli attuali comuni di Galatina, Zollino, Aradeo, Cutrofiano, Sternatia, Collepasso, Castrignano de' Greci e Sogliano Cavour. La Contea di Soleto, assieme a quelle di Nardò e Lecce, nasce nel 1055 con la conquista normanna della Puglia da parte di Roberto il Guiscardo della famiglia Altavilla e la creazione del principato di Taranto con il figlio Boemondo I nel 1088. Il Catalogus Baronum, redatto verso la metà del XII secolo, aveva censito nel distretto feudale di Soleto, cinque corpi feudali di collazione regia. Con l'arrivo degli Svevi, Federico II nomina il figlio Manfredi principe di Taranto a cui succederà Filippo I d'Angiò nel 1266 dopo la battaglia di Benevento.

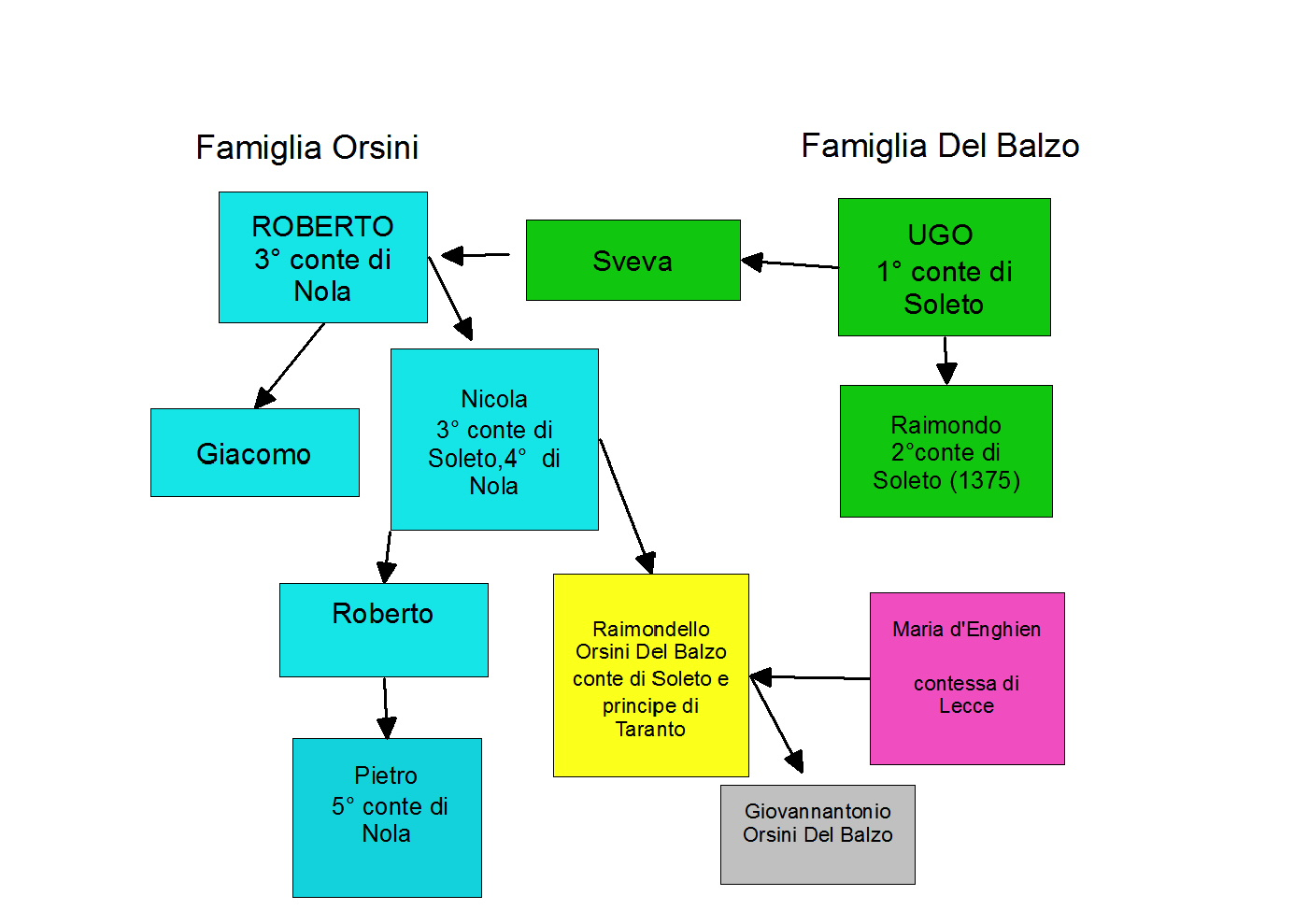
Nascita della famiglia Orsini Del Balzo

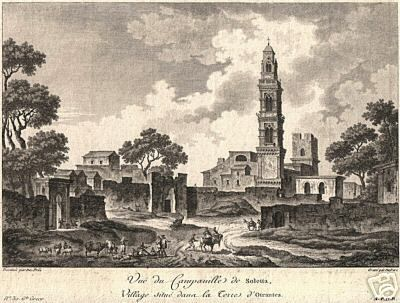
Una veduta di Soleto nel Settecento

I primi conti di Soleto di cui si conoscono il nome sono d'età sveva. Il primo fu Glicerio de Persona, signore delle terre di Ceglie del Gualdo, di Mottola e del casale di San Pietro in Galatina. In seguito alla morte di Federico II rimase fedele al figlio di questi, Corrado IV, re di Sicilia contro gli angioini. Caduto anche Manfredi di Sicilia, Carlo I d'Angiò lo condannò per fellonia e ne ordinò la cattura. I possedimenti che deteneva furono confiscati e ceduti ad Anselino de Toucy. Questi ebbe per primo, tra il 1271 e il 1272 il titolo di Comes Soleti.
Nel 1277 passò al fratello Philippe finché nel 1299, morto l'ultimo erede della famiglia senza figli, Filippotto, Carlo I d'Angiò cedette la Contea di Soleto ad Ugo del Balzo, venuto al suo seguito dalla Francia. Alla morte di Ugo, avvenuta nel 1319, gli succedette il primogenito Raimondo (1303-1375). Raimondo cinse la città di mura e acquistò i casali di Cutrofiano (che includeva il territorio dell'odierna Collepasso) e di Castrignano de' Greci. Successivamente Nicola Orsini (1331-1399), conte di Nola, la ereditò dallo zio Raimondo del Balzo (fratello della madre Sveva del Balzo) nel 1375 con la promessa di lasciarla a Raimondello e di unire i cognomi delle due famiglie Orsini-Del Balzo.
Raimondo Orsini Del Balzo, conosciuto anche come Raimondello (1361 – 17 gennaio 1406), era il secondogenito di Nicola Orsini. Fu Conte di Soleto (1382), Duca di Benevento (1385-1401), Principe di Taranto (1393-1406), Conte di Lecce (1401-1406), Duca di Bari, Gran Connestabile del Regno di Napoli, Gonfaloniere della Sacra Romana Chiesa.
Sposò Maria d'Enghien (1367-9 maggio 1446), contessa di Lecce, che dopo la morte del marito continuò ad interessarsi concretamente di Soleto, sotto gli aspetti architettonici ed artistici, urbanistici, sociali ed amministrativi. Dopo la morte di Raimondello, Maria completò l'ultimo ordine della Guglia, collaborò per molteplici opere d'arte come la cappella di San Leonardo e la cappella di Santa Lucia (oggi inesistenti) e commissionò diversi affreschi della chiesetta di Santo Stefano. Alla sua morte i domini vennero ereditati dal figlio primogenito Giovanni Antonio. Dopo che questi fu ucciso dai sicari del re Ferrante d'Aragona, questi fece sue le ricchezze degli Orsini compresa la contea di Soleto.
Nel 1479 Soleto venne sottomessa a Lodovico Fregoso ammiraglio del re di Napoli ed il cui stemma del castello con tre torri compare sul portale di palazzo Gervasi con le iniziali L.C. Nel 1485 la contea va alla famiglia Castriota. Prima a Giovanni figlio di Giorgio, e poi a suo figlio Ferrante. L'unica figlia naturale del Duca Ferrante, Erina (anche Irene), portò la contea di Soleto nella famiglia Sanseverino grazie al matrimonio di lei con il principe Pietro Antonio Sanseverino, nel 1539. I Sanseverino rimasero fino al 1606 ed una loro rappresentazione pittorica si trova nel quadro della Madonna del Rosario nella Chiesa Matrice di Soleto dove, probabili committenti dell'opera dopo la battaglia di Lepanto, si possono vedere in basso a destra.
Alla famiglia Sanseverino seguì Giovan Vincenzo Carafa. Ai Carafa seguirono nel 1613 i Brayda ed infine, nel 1615, subentrò la famiglia genovese degli Spinola, con Giovan Battista. Nel 1741 Maria Teresa Spinola sposò il milanese Giovanni Battista Gallarati Scotti ed il loro nipote Carlo fu l'ultimo feudatario di Soleto, poichè nel 1806 fu soppressa la feudalità.

### Regno di Napoli e delle due Sicilie
Una ventata giacobina fece seguito alla proclamazione della repubblica napoletana ed il 10 febbraio 1799 Ignazio e Ferdinando Greco, Giuseppe Guglielmi e Vincenzo Sambati piantarono in piazza l'albero della libertà, simbolo repubblicano, ad iniziativa del sindaco Marcello Greco. La popolazione intervenne con coppole rosse, bandiere e coccarde tricolori. La restaurazione borbonica e la reazione sanfedista non tardarono ad inquisire e mettere in carcere i responsabili.
Con il decreto 1487 del 3 settembre 1812 venne stabilito il mercato settimanale al lunedì ed una fiera annuale al 30 giugno di ogni anno.

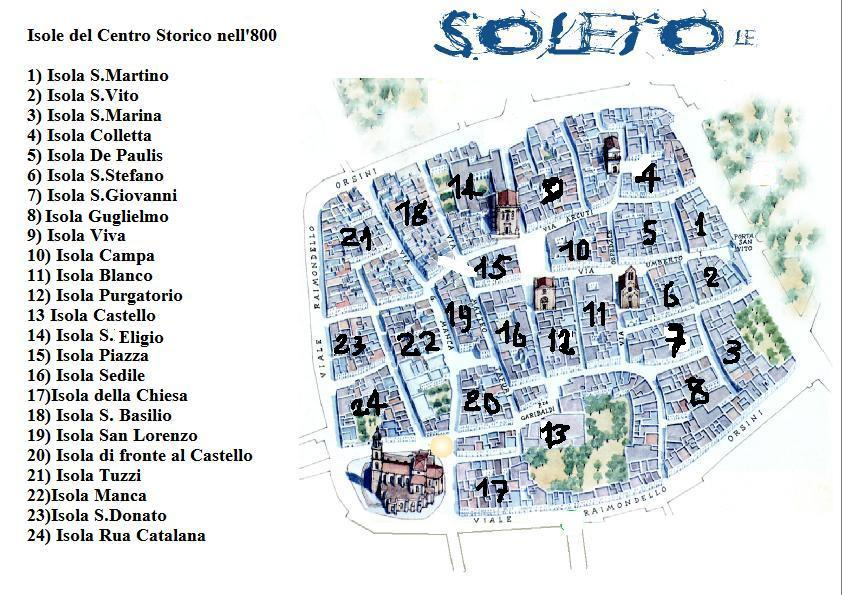
Quartieri del centro storico nell'800

La Carboneria, sorta già nel 1816 dopo il ritorno dei Borboni a Napoli, ebbe l'attivissima «vendita» denominata Sole Rallegrato cui aderirono numerosi spiriti sensibili e generosi che pagarono a caro prezzo le feroce repressione borbonica perdendo l'impiego. L'elenco dei nomi stilato dal giudice nel 1829 contiene: Salvatore Manca(capitano della milizia) e Domenico Valente, il medico Realino De Luca, Ignazio e Bonaventura Sergio, Domenico Blanco, Giuseppe Oronzo Salvatori, Luigi Patera ed il notaio Giuseppe Romano. Gran Maestro era il canonico Don Luigi Orsini, segretario Ippolito Campa. Le riunioni avvenivano nella masseria La Torre sulla via per Corigliano.
Soleto fu istituito Capo di circondario con Legge 132 del 1806 del Regno di Napoli fino all'annessione al Regno di Sardegna ed all'unità d'Italia nel 1860-61. La suddivisione amministrativa del Regno di Napoli era organizzata su quattro livelli : provincia, distretto, circondario e comune. Nell'ambito della Provincia di Terra d'Otranto e del distretto di Lecce il circondario di Soleto includeva i comuni di Soleto, Sternatia, Martignano e Zollino. Le funzioni del circondario riguardavano esclusivamente l'amministrazione della giustizia ed erano affidate a un magistrato che risiedeva nel comune capoluogo di circondario ed era nominato dal sovrano.
Una targa in pietra lo ricorda ancora oggi sulla porta di S.Vito.

### Regno d'Italia
Subito dopo lo sbarco a Marsala, nell'ambito della spedizione dei mille, vista l'impossibilità dell'esercito sabaudo di presidiare tutto il mezzogiorno d'Italia e la necessità di creare un nuovo esercito nazionale, si decise la creazione della Guardia Nazionale Italiana, sul modello della guardia nazionale francese, con il regio decreto 5 luglio 1860. Dal 14 luglio 1860 il nuovo Ministro dell'interno Liborio Romano nominava i nuovi sindaci in tutti i Comuni del Regno. Francesco Luceri Tafuri fu nominato capo compagnia della guardia nazionale (GN) a Soleto mentre fu confermato il sindaco Pietro Sergio. Un documento del 26 agosto 1860 registra come alcuni reazionari soletani invasero il Regio Giudicato non riconoscendo l'autorità del capo della GN. affermando che il Re non avesse concesso il 25 giugno 1860 la Costituzione di sua spontanea volontà.
Dopo il plebiscito del 21 ottobre 1860 per l'annessione al Regno d'Italia, altre manifestazioni filoborboniche si registrarono a Soleto il 21 novembre 1860 e 17 agosto 1861.
Per la XVI legislatura 1886-1890 venne eletto deputato al parlamento del regno d'italia per il collegio Maglie-Galatina l'on. Antonio Carrozzini, filogovernativo, che approvò la politica dell'on.Crispi. Ripresentatosi nel 1895 non fu più rieletto. Su 3001 votanti Episcopo Giuseppe ebbe 1502 voti e Carrozzini Antonio 613.

### Simboli
Lo stemma ed il gonfalone del comune hanno queste caratteristiche: 
timbrato da corona all'antica, nove punte visibili.»
Il gonfalone è un drappo di bianco.
Il sole è un'arma parlante con riferimento al nome del comune.

## Monumenti e luoghi d'interesse

### Architetture religiose

#### Chiesa di Maria Santissima Assunta

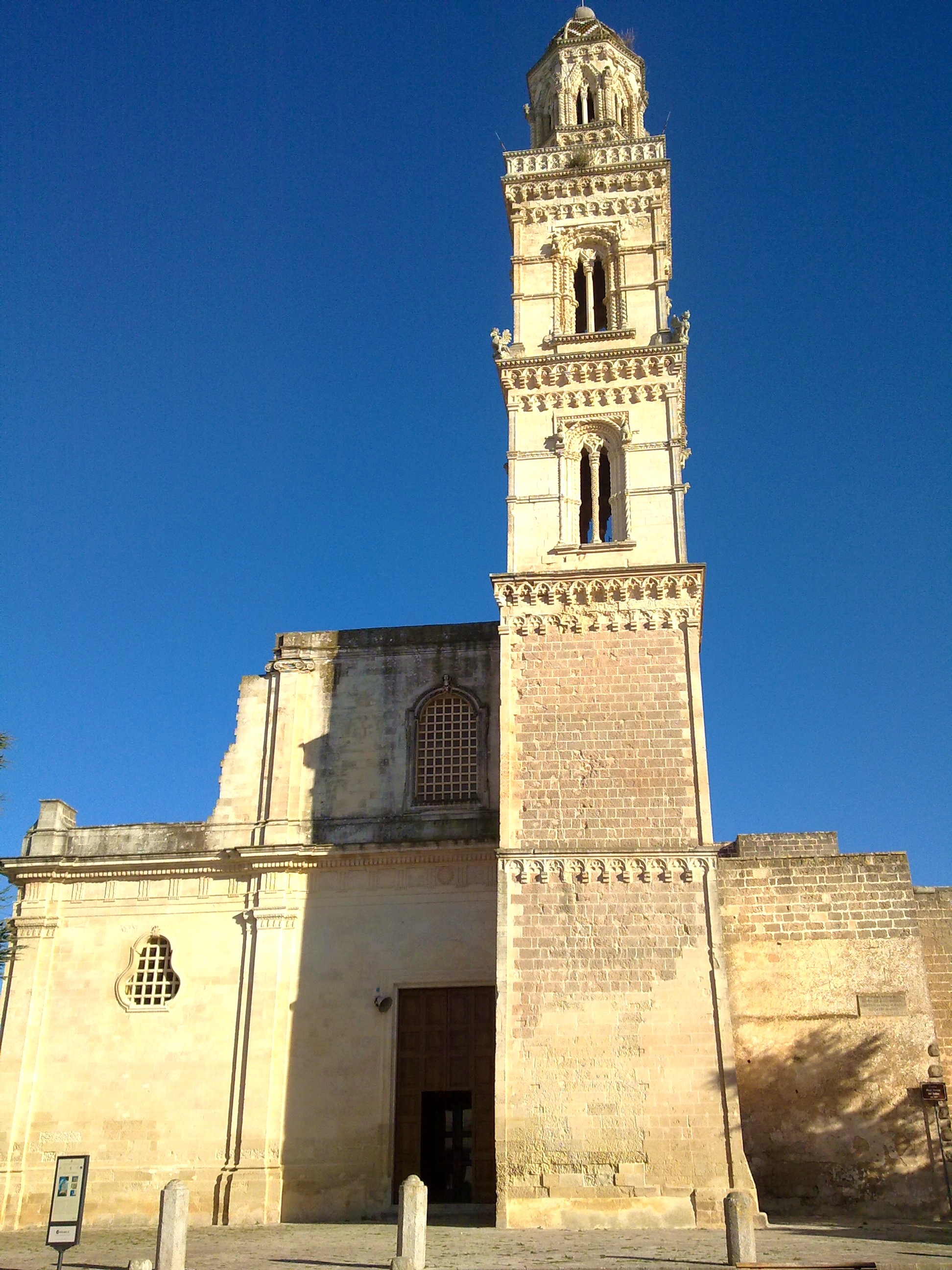
Chiesa e Guglia

La Chiesa di Maria Santissima Assunta (matrice o collegiata) fu iniziata nel 1783 dall'architetto Adriano Preite di Copertino ed ultimata nel 1836 ben 32 anni dopo la sua morte. Ha un impianto basilicale a tre navate divise in quattro campate con volte a stella. L'odierna chiesa è la ricostruzione di una più antica a cinque navate, le due laterali con copertura a volta e le tre intermedie con tetto a capriate, la cui descrizione è contenuta nella visita pastorale dell'arcivescovo di Otranto Lucio De Morra nel 1607 (quinque naves continere, tres sub tecto et reliquas sub fornicibus).

#### Guglia di Raimondello
La Guglia di Soleto erronemanete detta  Guglia di Raimondello, secondo la Storiografia corrente è stata voluta da Raimondo Orsini Del Balzo per celebrarne la potenza e comunicare otticamente, dall'alto dei suoi oltre 40 metri, tra la riva del Mare Adriatico e quella del Mar Ionio, fu completata nel 1397 con alcuni rifacimenti successivi, ma tutto concorre a pensare che sia stata in realtà voluta dal figlio, il principe Giovannianto nio Del Balzo Orsini, come attetato dagli stemmi posti sulla balaustra sommitale].. Il piano base ed il primo ordine sono privi di finestre e inglobano al loro interno una torre precedente. Il secondo e terzo ordine sono riccamente decorati con quattro bifore finemente scolpite in pietra leccese. L'ultimo ordine, di forma ottagonale ritmato da otto piccole bifore, è coperto da un cupolino ogivale rivestito di maioliche policrome.

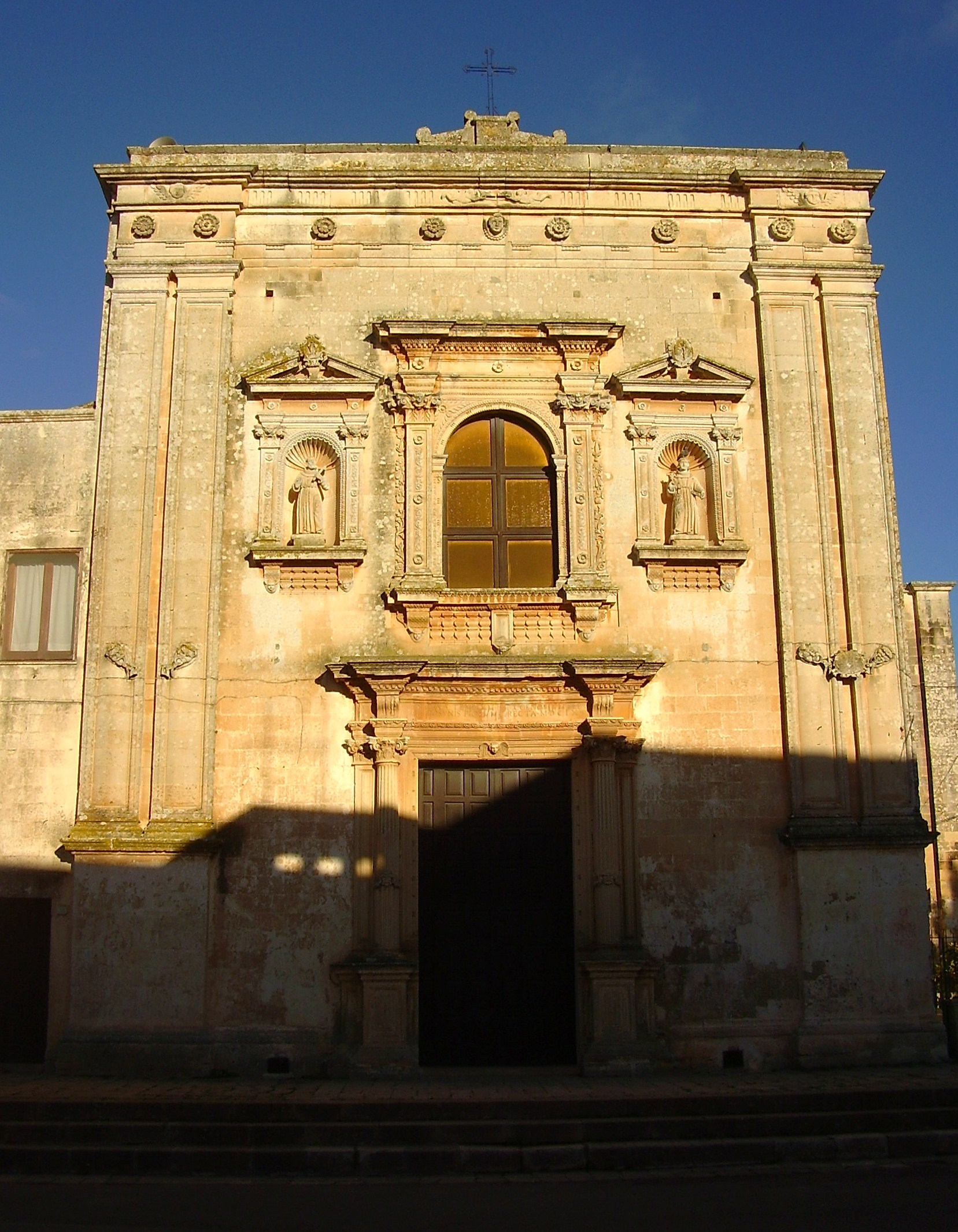
Chiesa Madonna delle Grazie

#### Chiesa e convento della Madonna delle Grazie
La chiesa della Madonna delle Grazie, annessa al convento dei Frati Minori, fu iniziata nel 1601 ed ultimata nel 1609 come si evince dall'incisione posta sull'architrave del portale d'ingresso. Fu elevata a Santuario nel 1953. L'interno, ad aula unica, contiene un Crocifisso ligneo del XVII secolo, il coro ligneo del 1727 e un affresco quattrocentesco della Madonna col Bambino. Recentemente è stata restaurata la statua lignea processionale della Madonna con Bambino danneggiata nell'incendio del 1963.

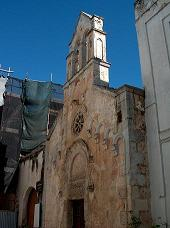
Chiesa di Santo Stefano

#### Chiesa di Santo Stefano
La Chiesa di Santo Stefano è una costruzione greco-bizantina risalente alla fine del XIV secolo. Presenta un prospetto con portale tardo romanico, sormontato da un rosone e da un campanile a vela con elementi gotici. L'interno, ad aula unica, è interamente affrescato con immagini di chiaro stile bizantino. Di pregevole interesse artistico è la raffigurazione del Giudizio Universale, sulla parete della controfacciata, dove nell'armatura dell'Arcangelo Michele e in alcuni abiti si nota l'inserimento di elementi angioini.

#### Chiesa di San Nicola
La Chiesa di San Nicola, con annesso Monastero delle clarisse, fu ricostruita tra il 1648 e il 1689 in sostituzione di un precedente edificio di culto dall'architetto Francesco Manuli. Il prospetto, inquadrato da due robuste paraste, si compone di un portale riccamente intagliato e sormontato da un busto di San Nicola, posto in asse con una finestra rettangolare. L'interno è a navata unica, ripartita in tre campate coperte da volta a stella. Nella navata sono collocati gli altari dedicati alla Santissima Trinità, a San Francesco d'Assisi, a Santa Chiara e a San Domenico. Sulla parete del presbiterio è presente una tela del 1726, raffigurante San Nicola e i quattro miracoli attribuiti al Santo.
Dal 2003 la chiesa è chiusa e le Clarisse sono state trasferite nel Monastero di Otranto.

#### Chiesa delle Anime Sante del Purgatorio
La Chiesa delle Anime Sante del Purgatorio è una costruzione seicentesca, costruita con molta probabilità su una struttura medievale. Nella seconda metà del XX secolo l'interno ha subito un radicale intervento di restauro che ne ha stravolto l'originario aspetto. Di pregio artistico è il portale d'ingresso riccamente decorato a basso ed altorilievo. Sull'architrave sono scolpite, tra le fiamme, nove figure di anime purganti. I piedritti sono arricchiti da simboli di morte, armi, corone, tamburi, stemmi papali e ducali, elementi funebri e cartigli. Nella lunetta, ritmata da quattordici testine di angeli, è racchiusa la statua del Padreterno benedicente. È datata 9 settembre 1782 la pergamena presso l'Archivio di Stato di Lecce col Regio assenso sullo Statuto della Confraternita delle Anime Sante del Purgatorio che ha sede nell'omonima chiesa e che con decreto pubblicato sulla Gazzetta Ufficiale del 2 marzo 2004 n. 63 è stata riconosciuta dallo Stato Italiano come ente ecclesiastico.

#### Altre chiese
- Chiesa della Madonna di Leuca. Costruita per volontà della famiglia di Angelo Patera di Sternatia nel 1766, presenta una facciata del tipo a capanna con un semplice campanile a vela. L'ambiente interno, di pianta quadrata, è coperto da una volta a botte. La parete di fondo è affrescata con l'immagine della Madonna di Leuca, protettrice delle navi cristiane contro quelle saracene.
- Chiesa di Santa Venerdia (Santa Veneranda o Parasceve). Sorge in sostituzione di una chiesetta campestre basiliana.
- Chiesa della Madonna del Carmine. Riedificata negli anni cinquanta, onserva un antico affresco della Madonna col bambino (Glikofilussa o Theotokos di Vladimir) recuperato dalla precedente Chiesa e conservato al centro dell'altare centrale.
- Chiesa di San Paolo. Riedificata negli anni settanta, è stata riconsacrata nel 1973.
- Chiesa dell'Immacolata - suore d'Ivrea (Chiusa per molti anni e riaperta al culto nel 2018).
- Chiesa dei Santi Medici (Cosma e Damiano) - ex Ospizio (ora chiusa).
- Chiesa dell'Annunciazione. Piccola cappella rurale, sorge in zona 'Nnunziateddhra, sull'antica strada per Corigliano. Attualmente pericolante, presenta labili tracce di affreschi.
- Chiesa della Madonna dei Piani (Via Madonna dei Piani angolo Via Pindari), chiesa rurale ubicata nella campagna soletana, quasi al confine con quella galatinese, nella zona denominata "Chiani" (in italiano "Piani").

### Architetture civili
Soleto conserva ancora nel suo centro storico, in grico la corà (dal greco αγορὰ: agorà, piazza), una ricca collezione di case gentilizie quattro-cinquecentesche, dalla sobria eleganza rinascimentale, accanto a portali e palazzi barocchi.
- Palazzo Gervasi. Palazzo cinquecentesco con un ricco portale seicentesco, stemma e balaustra sovrastante. Lo stemma, raffigurante un castello a tre torri quadrate con le iniziali L.C., si riferisce alla famiglia Campofregoso[20]. Nell'atrio vi è un'acquasantiera e sull'architrave della porta d'ingresso l'iscrizione DOMINUS PROVIDEBIT fa pensare che successivamente sia appartenuto a un sacerdote.
- Palazzo Arcudi-Calò. Costruito alla fine del Cinquecento dalla famiglia Arcudi da Corfù fu poi acquistato dai Calò anch'essi di provenienza greco-albanese. Nel nucleo antico al piano terra, il palazzo presenta un elegante prospetto con un portale di gusto catalano. Al centro lo stemma della famiglia Calò con un serpente avvinghiato ad un fusto d'albero. Il piano superiore è di stile barocco con raffinate finestre e balconi e lo stemma della famiglia Carrozzini (dopo il matrimonio nel 1710 Diego Carrozzini-Calò).
- Palazzo Blanco o della Zecca. Cinquecentesco con iscrizioni, portale, stemmi e motivi bugnati. La fenice che arde sul fuoco (simbolo che esprime il concetto legato all'immortalità e alla resurrezione), scolpita in uno scudo di un angolo esterno dell'edificio, inequivocabilmente indica questo palazzo come la dimora dell'arciprete Nicola Viva. La legenda dello scudo, ossia la parte epigrafica contiene esplicitamente il nome del titolare, anche se mimetizzato nel motto di famiglia: "EX ROGO REVIVAM"
- Palazzo Sergio. Di origine cinquecentesca, già dei Rizzo, con portale e raffinata finestra, con stemma dei Rizzo e decorazioni simboliche.
- Palazzo Attanasi. Cinquecentesco,con un portale ornato dallo stemma di famiglia tripartito.Probabile luogo di nascita Niceta Attanasi(o) (nobile, tenente generale, intrepido uomo d'armi e decorato con il titolo di Visitatore dei castelli del regno di Napoli) e dei suoi fratelli,è ornato da un'epigrafe del 1541 che recita: "di chi mal dice di me poco mi curo perché la verità mi fa sicuro".All'interno è decorato da affreschi di meravigliosa fattura.
- Casa natale di Matteo Tafuri. Struttura quattrocentesca, con un arco catalano-durazzesco e finestra del Cinquecento con stemma in cui un'aquila bicipite ricorda le origini albanesi della famiglia.
- Sedile (ora sede di una agenzia bancaria). Palazzo in cui veniva amministrata la giustizia locale.
- Palazzo Orsini con stemma della famiglia (Orso rampante a destra)

### Architetture militari

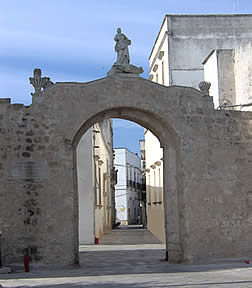
Porta San Vito

- Porta di San Vito: antica porta d'entrata da oriente nel centro storico ed unico tratto residuo delle mura medioevali. L'arco che la compone è sovrastato da una statuetta settecentesca, che non è quella di S. Vito, probabilmente rovinata dall'incuria del tempo o da un fulmine, ma quella di una Madonnina con ai piedi un leone dalla criniera fluente e con le zampe rivolte in alto, totalmente estraneo per proporzioni e simbologia al gruppo scultoreo; infatti S. Vito, nell'iconografia ufficiale, ha ai suoi piedi un cane.

### Largo Osanna (villa comunale)
Osanna è una colonna in pietra leccese sormontata da croce lapidea da cui prende nome il Largo Osanna detto "Cupone" (dal latino Caupona - osteria). Qui anticamente incrociavano le tre strade che provenivano da Rudiae (Lecce), Roca, Muro Leccese ed il terreno aveva un avvallamento con cisterne di acqua piovana per dissetarsi. Nel medioevo questo incrocio era esterno alle mura cittadine e probabilmente un'osteria poteva ospitare per la notte i viandanti dopo la chiusura delle porte al tramonto. Con la costruzione dell'edificio scolastico nel 1935 e l'arrivo dell'acqua potabile, tutta la zona venne spianata e fu costruita la fontana monumentale ed il primo chiosco estivo con i giardinetti. Negli anni '60 fu chiusa una parte della strada per Sternatia creando un parco giochi e piantumando tutto il piazzale che nel frattempo era stato pavimentato ed illuminato.
Oggi il Cupone ha sostituito la piazza centrale del paese ed è luogo di ritrovo per ragazzi (la mattina per la scuola), anziani (che vi passano la maggior parte della giornata), giovani e adulti che vi passeggiano la sera o la domenica. Chiamato in vari modi (largo Cupone, largo Ospizio, largo Osanna, villa Comunale), è una piazza-foro d'incontri pubblici, palcoscenico in cui vive la comunità, teatro della festa, quadro della vita collettiva, salotto che accoglie il viaggiatore, anello di congiunzione e nodo viario tra l'antico urbano ed il nuovo abitato, centro di aggregazione e socializzazione.

### Siti archeologici
Per Soleto occorre parlare non solo di una città messapica, bensì di un vero e proprio comprensorio soletino, nel senso di una vasta area in cui un centro molto potente esercitava la sua autorità sui dintorni trasformandoli pian piano in avamposti militari e in magazzini per vettovaglie. Questi erano situati in posizione strategica di ampia visuale sul territorio circostante, lungo le quattro strade che partivano dal centro circondato da poderose mura.
Come ben documentato dall'archeologo Thierry Van Compernolle che ha pubblicato nel 1991 una prima carta archeologica del territorio di Soleto, oltre a 68 ritrovamenti all'interno delle mura si aggiungono quelli della Masseria Colamaria (2 km a nord sulla strada per Rudiae), quelli di località Violeddra (a SW dell'abitato) e quelli a 1 km da Corigliano d'Otranto sulla strada che collegava Soleto con Muro Leccese.
Di questi avamposti quello di località Violeddra, posto su un ampio pianoro che domina la pianura dell'odierna Galatina presenta tracce di pratiche religiose (frammenti di altare e di cottura vasi d'argilla) così come in località Quattrare è stato individuato un deposito votivo con frammenti ceramici.
Da diversi anni è stato inaugurato un parco archeologico messapico, tuttavia esso è osservabile solo dall'esterno.

#### Mura messapiche e porta nord

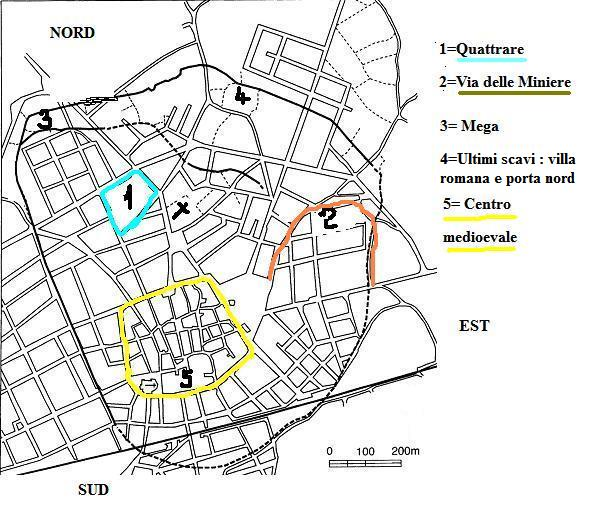
Tracciato ipotizzato per la doppia cinta di mura messapiche di Soleto

Oltre al ritrovamento di asce di bronzo, monete, vasi e tombe del periodo messapico esposte nel Museo Archeologico Nazionale di Taranto,sono state recentemente messe in evidenza le antiche mura di cui, nei secoli, si erano perse le tracce. Dal 1991 al 2001 successive campagne di scavo hanno portato alla luce tratti della cinta muraria messapica nella loro parte settentrionale in località "Quattrare", "Rangali", "Convento", e "Fontanelle".
La base delle vecchie mura risalenti all'VIII-VII secolo a.C. è costituita da un doppio filare di blocchi squadrati di carparo delle dimensioni di m 1,60 x 0,70, quelli esterni disposti di traverso e quelli interni per lungo. Tra le due file vi è un possente muro a secco dello spessore di circa 3 metri per un totale di oltre 6 metri. Con la siccità dell'anno 2000 una larga spaccatura nel terreno ha fatto intravedere una seconda cinta muraria verso settentrione tra le località "Mega" e Via delle Miniere risalente al IV-III secolo a.C.Queste doppie mura si osservano in tutte le grandi città messapiche come Manduria, Vaste, Ugento e Muro Leccese e si possono spiegare o con una città in espansione o come migliore difesa dopo le guerre con la vicina Taranto. Infatti la tecnica difensiva delle doppie mura permetteva di intrappolare gli assalitori tra due muraglie e colpirli dall'alto con giavellotti, frecce e fionde.
Nel 2011 è stata individuata la porta nord della città ed una strada che correva interna e parallela alla seconda cinta muraria. Altre due strade partendo dal nord e dal sud delle "Quattrare" confluivano all'odierno incrocio tra Via Machiavelli e Viale Italia dove corre la prima cinta muraria.

#### Abitazioni e sepolture
Oltre al tracciato delle vecchie mura, le campagne di scavo hanno analizzato le varie sepolture messapiche rinvenute e due ben distinti strati abitativi. Il più antico si fa risalire all'VIII-VII secolo a.C. con le tipiche capanne Japigie di forma ovale caratterizzate da muri in mattoni crudi su uno strato battuto e con il tetto a rami intrecciati, di cui sono stati ritrovati i fori nel banco roccioso per i pali di sostegno.
Gli strati superiori ricchi di ceramiche messapiche risalgono invece al VI-V secolo a.C. quando dalle capanne sparse si passa a case allineate lungo un asse viario edificate su un riempimento sabbioso contenuto da blocchi di carparo e pietre calcaree. I muri sono costituiti da un elevato in mattoni crudi e pali di legno con una base in blocchi di carparo e pietra leccese. La copertura in tegole poggia su una struttura di travi di legno. . 

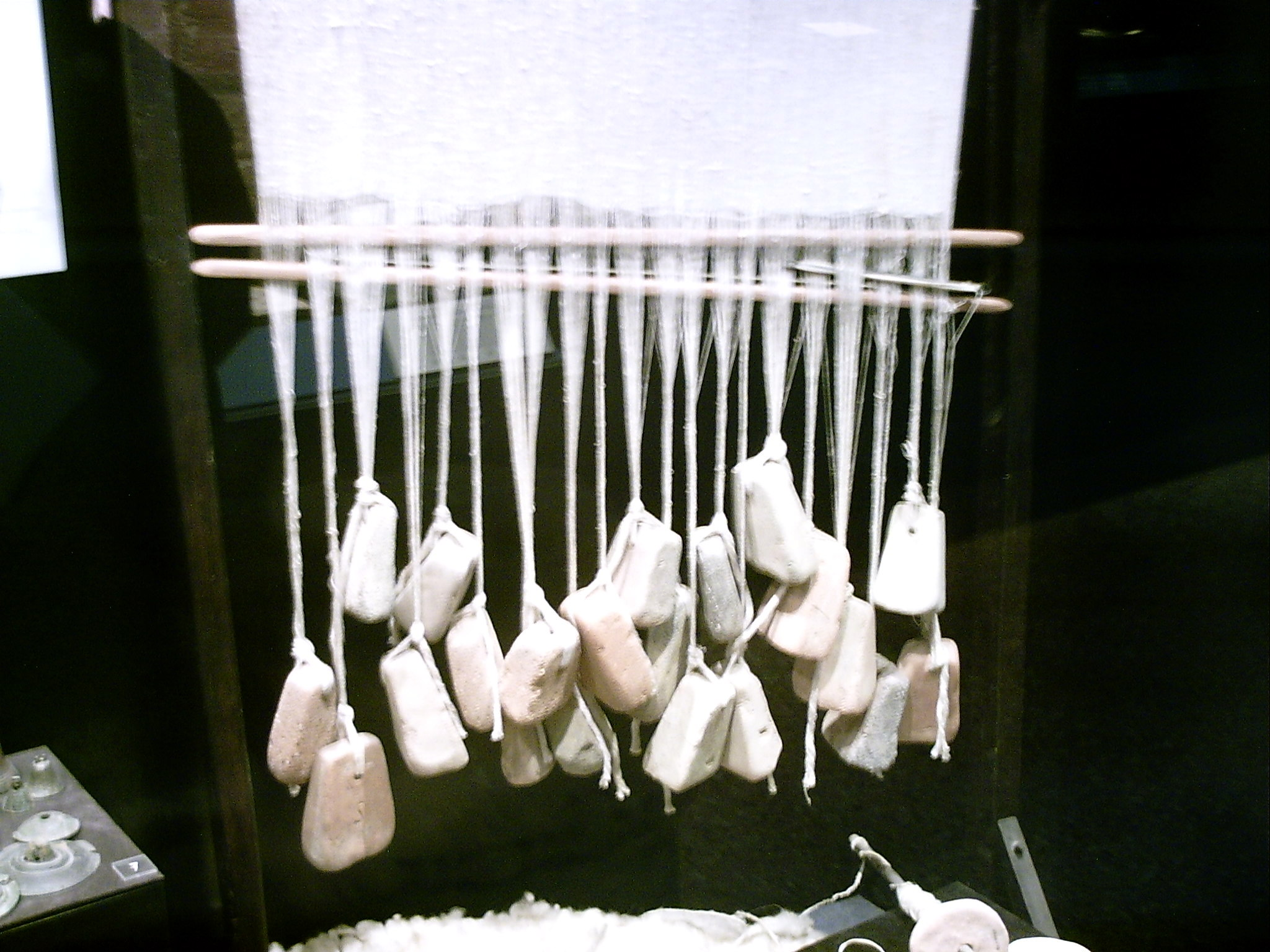
Pesi in terracotta

Le sepolture del tipo a inumazione sono costituite nella maggioranza di casi da casse di lastroni di pietra leccese e copertura in lastre di carparo, ed in alcuni casi da sarcofago. Quelle finora rinvenute (circa cinquanta) sono dislocate in quasi tutta l'area abitata e spesso ubicate nel cortile interno delle abitazioni (tombe di famiglia) o nelle vicinanze del tracciato murario.
Nei corredi funebri femminili compaiono spesso oltre a monili in argento anche i caratteristici pesi da telaio a forma troncopiramidale. Alcuni di questi hanno impresse delle figure (e tra queste anche il sole) come una specie di marchio di fabbrica. I pesi erano utilizzati nella tessitura per tenere i fili dell'ordito tesi mentre si faceva passare a fili alternati la spoletta. Il tessuto procede dall'alto verso il basso appeso a una cornice (vedi tela di Penelope).
Nei dintorni della chiesetta di Santa Venerdia, a nord del paese, è stata confermata inoltre la presenza in un'area di circa 3 ettari di un insediamento che va dal periodo japigio fino a quello romano.

#### Mappa di Soleto

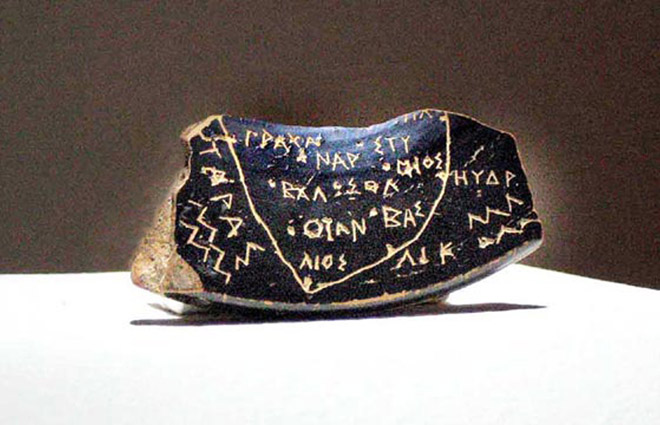
La Mappa di Soleto

La cosiddetta mappa di Soleto è forse uno dei più importanti ritrovamenti in quanto indica i nomi delle città messapiche e la loro posizione geografica. L'oggetto è stato scoperto all'interno di un grande edificio messapico il 21 agosto 2003 a Soleto dall'Archeologo belga Thierry Van Compernolle, e testimonia le relazioni esistenti tra gli Iapigi, i Messapi ed i Greci nel V secolo a.C., non sempre approfondite dalla predominante tradizione letteraria greco-romana.
Su 13 nomi di città, 2 sono di colonie greche (Taras e Graxa) e i rimanenti messapiche di cui ben 5 compaiono per la prima volta ed uno è di difficile attribuzione (STY). In alto a destra si nota la parte inferiore di una località sul mare corrispondente all'odierna Roca Vecchia e che anticamente era indicata come Thuria Sallentina.

#### Villa rustica romana
La villa rustica romana, venuta alla luce durante la campagna di scavi del 2011 condotta dall'archeologo belga Thierry Van Compernolle nel fondo Paparusso(tra località Fontanelle e la seconda cerchia di mura messapiche), nelle sue molteplici fasi edilizie (dal II secolo a.C. al III secolo d.C.) non separò mai la sua vocazione produttiva dall'economia salentina descritta come ricchissima di grano e abbondante di ogni altra produzione agricola. Le ville rustiche erano i primi esempi di fattorie e/o fabbriche perfettamente organizzate.
La costruzione è centrata intorno ad un vano principale dotato di un pavimento a mosaico, fatto con tegole segate, legate con malta di calce. Le ricerche hanno messo in luce diversi vani della villa rustica comprensivi di aree scoperte e di un portico: sotto di esso si collocava una vasca-cisterna che, pur possedendo le caratteristiche funzionali del lacus vinarius (la scaletta laterale e una cavità di raccolta della feccia che si depositava sul fondo della vasca), non sembra essere stata adibita al ciclo produttivo del vino.

#### Pozzelli (li Puzzieddhri, in grico ta Fréata)

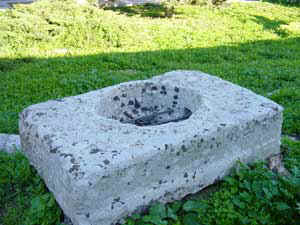
Bocca di una pozzella

L'approvvigionamento idrico di Soleto preistorica e medievale era garantito da numerose cisterne (cavità sotterranee in parte naturali ed in parte scavate nella pietra) che raccoglievano l'acqua piovana (essendo il paese sulla sommità di un altopiano) in numerosi pozzelli ancora oggi visibili appena fuori dal centro abitato. 
I pozzelli sono testimonianza della costruzione a secco legata alle antiche condizioni dell'economia agricola e delle soluzioni idriche di un tempo, ma sono anche monumenti della cultura rurale salentina. Costituirono per secoli una risorsa fondamentale per la sopravvivenza della comunità e delle attività agropastorali, avendo la funzione di raccogliere l'acqua piovana.
Sono ingegnose costruzioni ed arcaici serbatoi idrici. Simili alle cisterne delle città greche dell'VIII secolo a.C., le cavità sotterranee hanno delle volte, in parte naturali ed in parte di tipo trulliforme costituite da pietre a secco con un'apertura sulla sommità, che venivano successivamente ricoperte dal terreno. La bocca del pozzello è formata da un unico blocco di pietra leccese, forato al centro, delle dimensioni di circa 100x100x50 cm appoggiato sulla sommità della cisterna.
La profondità media di queste cisterne è di 7-10 metri ed alcune sono tra loro intercomunicanti fino a formare un insieme di 5-10 bocche.

## Società

### Evoluzione demografica
Abitanti censiti

### Etnie e minoranze straniere
Al 31 dicembre 2022 a Soleto risultano residenti 171 cittadini stranieri. Le nazionalità principali sono:

Dislocazione dei comuni della Grecìa Salentina

- Albania - 51
- Romania - 20
- Bulgaria - 11

### Lingue e dialetti
A Soleto, comune della Grecìa Salentina, oltre al dialetto salentino (nella sua variante centrale) si parla il grico, il quale oggi però viene usato o anche solo compreso da un numero ormai esiguo di abitanti.
Il grecanico o grico è un dialetto (o gruppo di dialetti) di tipo neo-greco residuato probabilmente di una più ampia e continua area linguistica ellenofona esistita anticamente nella parte costiera della Magna Grecia. I greci odierni chiamano la lingua Katoitaliótika (Greco: Κατωιταλιώτικα, "Italiano meridionale"). La lingua, scritta in caratteri latini, presenta punti in comune con il neogreco e nel frattempo vocaboli che sono frutto di evidenti influenze leccesi o comunque neolatine.

## Cultura

### Biblioteca
- Biblioteca comunale Matteo Tafuri - Via Umberto I presso palazzo Salomi

### Eventi
- Mercato settimanale - ogni lunedì.
- "Focare" di Sant'Antonio Abate - 17 gennaio: vengono accesi grandi falò propiziatori ai crocicchi delle strade.
- Lunedì di Pasqua: festa popolare con cuccagna.
- Festa di Sant'Antonio da Padova - 12/13 giugno: riti religiosi con la distribuzione del "Paneggiricu" (pane benedetto in onore del santo), luminarie, spettacoli pirotecnici in entrambi i giorni, banda, band musicali, festa di paese con stand e bancarelle, giostre, lancio delle mongolfiere votive.
- Festa di San Luigi - 21 giugno: riti religiosi, luminarie, spettacoli pirotecnici, festa di paese con giostre per bambini, stand e band.
- Festa di San Paolo - 30 giugno: riti religiosi, luminarie, spettacoli pirotecnici, esiguo numero di bancarelle.
- Festa della Madonna nel Carmine - 16 luglio: riti religiosi, luminarie, spettacoli pirotecnici, band musicali, festa di paese con bancarelle e giostre principalmente per bambini.
- Festa della Madonna delle Grazie - 4/5 agosto: riti religiosi con benedizione dei fanciulli e distribuzione di regalini da parte del Convento dei Francescani ai bambini dopo la benedizione, luminarie, spettacoli pirotecnici in entrambi i giorni, rappresentazioni storiche, festa di paese con bancarelle e giostre.
- Notte della Taranta - evento con data mobile.
- Festa di Santa Lucia - 13 dicembre: riti religiosi, luminarie, spettacoli pirotecnici, festa di paese con stand e bancarelle.
- Festa di Santo Stefano - 26 dicembre: festa popolare con cuccagna.
- Altre sagre ed eventi occasionali o con data non fissa.

#### Riti della Settimana Santa
- Processione di Cristo morto all'alba del Sabato Santo: è ancora buio quando un rullare di tamburo e tre squilli di tromba (due brevi ed uno prolungato) invitano tutti i soletani alla processione di Cristo morto seguito dalla Madonna Addolorata. Partecipano alla processione l'Arciconfraternita delle Anime Sante e Ss.mo Rosario e la Confraternita della Santa Famiglia. Apre la processione la Croce e a seguire tutte le donne con le candele accese intonano i canti. Dietro le statue portate a spalla, vi è la banda che intona marce funebri.
- Sabbatu santu (filastrocca popolare): mentre si commemora la morte di Gesù si prepara la festa di Pasqua ed i dolci tipici.

- Dolci pasquali tipici sono tutti quelli a base di pasta di mandorla. Vere opere d'arte alcune riproduzioni di frutta (classicamente i fichi d'India con o senza la foglia verde) o l'agnellino pasquale con la bandiera rossa della resurrezione.
- Pascareddhra (lunedì di Pasqua) con le tipiche cuddhrure cu ll'ove. Impasto di pasta frolla con uno o più uova intere (con tutto il guscio) cotte al forno. La forma varia a seconda del destinatario: cestini con 2/3 uova per gli adulti, il gallo con un uovo in centro per i ragazzi e la classica bambola con l'uovo in pancia per le bambine.

### Cucina
Come in tutto il Salento è molto diffusa la carne di cavallo, stufata o brasata col pomodoro (i pezzetti), e le lumache di terra (le municeddhre), preparate in vari modi; i dolci tipici sono il pasticciotto (ripieno di crema pasticcera) e i fruttoni (ripieni di marmellata di pere e ricoperti di cioccolata).

## Economia
L'economia è basata prevalentemente sull'artigianato e sull'agricoltura (soprattutto ulivi e legumi),sulla pastorizia (ovini e caprini) con produzione di formaggio pecorino. Non mancano inoltre le attività manifatturiere nel settore dell'estrazione della pietra e della manifattura di giocattoli (peluche).
| Settore                   | Imprese 2009 | Addetti 2009 | Imprese 2010 | Addetti 2010 | Imprese 2011 | Addetti 2011 | Imprese 2013 | Addetti 2013 |                     |
| ------------------------- | ------------ | ------------ | ------------ | ------------ | ------------ | ------------ | ------------ | ------------ | ------------------- |
| Agricolo                  | 144          | 174          | 144          | 174          | 144          | 174          | 144          | 174          | 796 (con familiari) |
| Manifatturiero/Estrattivo | 67           | 489          | 55           | 515          | 50           | 436          | 49           | 371          |                     |
| Costruzioni               | 72           | 241          | 72           | 294          | 66           | 247          | 72           | 219          |                     |
| Commercio/Ristorazione    | 149          | 444          | 152          | 427          | 147          | 418          | 140          | 458          |                     |
| Professionisti/Servizi    | 101          | 173          | 100          | 164          | 111          | 171          | 97           | 162          |                     |
| Totale occupati           |              | 1521         |              | 1574         |              | 1446         |              | 1384         |                     |

### Cave di pietra a cielo aperto
La pietra di Soleto è una pietra calcarea molto compatta. Denominato scientificamente "dolomia di Galatina" sebbene venga estratto soprattutto nelle cave soletane, è un calcare grigio, duro, resistente ed omogeneo. Viene impiegato per la realizzazione delle basole per la pavimentazione stradale. Inoltre, il suo uso ricorre per la produzione di conglomerati cementizi, calce e cemento.
Le cave sono visibili sulle strade principali di accesso a Soleto sia provenendo da Martano, sia da Sternatia che da Galatina. Una nascosta è invece quella utilizzata dal Cementificio che si trova nel bosco dell'uliveto.
L'estrazione e lavorazione della pietra ha impiegato nei decenni numerose maestranze soletane, come "cavamonti", scalpellini e selciatori, che si sono via via specializzate sia nella estrazione (esplosivi e macchine fresatrici), sia nella movimentazione (conduzione camion e benne), sia nella pavimentazione (molti comuni delSalento hanno nei loro centri storici la pietra di Soleto), sia nella bitumazione (fino a Matera e Bari le opere eseguite). La sua lavorazione prevede l'utilizzo di antichi strumenti come la "busciarda" (piccoli martelli) e la "maiòcca" (martellone in legno di fico utilizzato per assettare il basolo).
Oggi pesanti magli hanno sostituito l'opera di decine di braccianti (cazzafricciu) che negli anni cinquanta, seduti su cumuli di grosse pietre le spaccavano per produrre il friccio o la breccia con la forza delle braccia sollevando ed abbassando per dodici ore al giorno pesanti mazze del peso di oltre cinque chili. Oltre alla pietra viva che è quella più dura, si trova la pietra leccese molto tenera e utilizzata per rivestimenti e decorazioni, il carparo (una via di mezzo tra la pietra ed il tufo), ed il tufo che è molto tenero e composto da sabbia e fossili marini .

### Manifattura di giocattoli (peluche)
Una lunga tradizione familiare come giocattolai a Soleto è quella della famiglia Stanca.
Nel dopoguerra si potevano vedere lungo i marciapiedi di Viale Raimondello Orsini i cavallucci a dondolo e le bambole di cartapesta messe ad asciugare al sole. Si lavorava tutto l'anno per soddisfare le richieste del periodo natalizio. Oltre all'artigiano che aveva preparato con cura i calchi in gesso in cui veniva pressata la carta imbevuta di colla liquida per darle la forma voluta, molte ragazze lavoravano in casa i vestiti delle bambole o ne dipingevano il viso e le braccia. Così venivano lavorate a mano centinaia e centinaia di pezzi. Negli anni la plastica ed il polistirolo hanno sostituito la cartapesta ed oggi prendono vita nei laboratori artigiani in Largo Cupone migliaia di peluche di varie forme e destinazioni: dalle fiere di paese alle sorprese per le uova di Pasqua.

### Artigianato
- Botteghe artistiche di ferro battuto con decorazioni a smalto
- Lavoratrici al tombolo e merlettaie: i merletti più conosciuti sono "il chiacchierino", fatto con la spoletta sulle dita, e poi ancora "il tombolo", con la famosa tecnica di intrecciare i fili intorno ad aghi puntati su un disegno, sistemato su un grosso cuscino cilindrico imbottito.
- Esperti in rivestimenti in pietra e costruzione di muretti a secco
- Scultori in legno d'ulivo e in pietra leccese
- Azienda familiare di luminarie
- Pasticcerie (caratteristici pasticciotti e fruttoni)
- Ristoranti, Osterie, Rosticcerie (caratteristici rustici e calzoni).

## Infrastrutture e trasporti

### Strade
I collegamenti stradali principali sono rappresentati da:
- Strada statale 16 Adriatica, uscita Soleto
- Strada Provinciale 367 Maglie-intersezione Strada statale 101 Salentina di Gallipoli, uscita Soleto nord e uscita Soleto sud

Il centro è anche raggiungibile dalle strade provinciali interne SP31 Soleto-Sternatia, SP47/48 Galatina-Soleto-Martano, SP138 Soleto-Sogliano Cavour, SP227 Soleto-Corigliano d'Otranto, SP244 Soleto-San Donato di Lecce e dalla circonvallazione di Galatina SP371.

### Ferrovie
Il comune è servito da una stazione ferroviaria, posta sulla linea Lecce-Gallipoli, delle Ferrovie del Sud Est.

## Amministrazione

### Sindaci storici
| Periodo | Periodo | Primo cittadino           | Partito | Carica  | Note                                                                        |
| ------- | ------- | ------------------------- | ------- | ------- | --------------------------------------------------------------------------- |
| 1683    | 1683    | Domenico Antonio Scarpa   |         | Sindaco |                                                                             |
| 1703    | 1703    | Orazio Attanasi           |         | Sindaco | [ 31 ]                                                                      |
| 1750    | 1750    | Giuseppe Oronzo Salvatori |         | Sindaco | [ 32 ]                                                                      |
| 1799    | 1799    | Marcello Greco            |         | Sindaco | [ 33 ]                                                                      |
| 1814    | 1819    | Vitoronzo Carrozzini      |         | Sindaco | [ 34 ]                                                                      |
| 1831    | 1837    | Salvatore Manca           |         | Sindaco | [ 35 ]                                                                      |
| 1838    | 1843    | Carlo Carrozzini          |         | Sindaco | [ 36 ]                                                                      |
| 1849    | 1851    | Carlo Carrozzini          |         | Sindaco | [ 36 ]                                                                      |
| 1860    | 1860    | Pietro Sergio             |         | Sindaco | [ 33 ]                                                                      |
| 1876    | 1880    | Antonio Carrozzini        |         | Sindaco | deputato nella XVI legislatura per il collegio di Maglie-Galatina (1886-90) |
| 1880    | 1889    | Giuseppe Manca            |         | Sindaco | [ 35 ]                                                                      |
| 1895    | 1905    | Orsini Paolo              |         | Sindaco | [ 37 ]                                                                      |
| 1932    | 1935    | Luigi Nuzzaci             |         | podestà | [ 38 ] [ 39 ]                                                               |
| 1941    | 1945    | Francesco Saverio Stanca  |         | podestà | [ 40 ]                                                                      |

### Elenco dei sindaci della città dalla proclamazione della Repubblica
| Periodo          | Periodo          | Primo cittadino            | Partito                     | Carica      | Note      |
| ---------------- | ---------------- | -------------------------- | --------------------------- | ----------- | --------- |
| 1946             | 1951             | Francesco Carrozzini       |                             | Sindaco     |           |
| 1951             | 1956             | Giuseppe Dell'Anna         | Democrazia Cristiana        | Sindaco     |           |
| 1956             | 1961             | Antonio Marra              | lista civica                | Sindaco     |           |
| 1961             | 1966             | Arnaldo Vergine            | lista civica                | Sindaco     |           |
| 1966             | 1975             | Ettore Dell'Anna           | Democrazia Cristiana        | Sindaco     | 2 mandati |
| 1975             | 1985             | Fortunato "Uccio" Danieli  | Partito Comunista Italiano  | Sindaco     | 2 mandati |
| 1985             | 1988             | Bruno Nuzzaci              | Democrazia Cristiana        | Sindaco     |           |
| 20 dicembre 1988 | 5 luglio 1990    | Angelo Cagnazzo            | lista civica                | Sindaco     | [ 41 ]    |
| 5 luglio 1990    | 12 novembre 1990 | Domenico Roberto Palmisano | Partito Socialista Italiano | Sindaco     | [ 41 ]    |
| 12 novembre 1990 | 26 febbraio 1993 | Angelo Cagnazzo            | Democrazia Cristiana        | Sindaco     | [ 41 ]    |
| 5 marzo 1993     | 17 giugno 1994   | Antonio Campa              | Partito Socialista Italiano | Sindaco     | [ 41 ]    |
| 9 agosto 1994    | 24 aprile 1995   | Virgilio Baldassarre       | lista civica                | Sindaco     | [ 41 ]    |
| 24 aprile 1995   | 14 giugno 1999   | Virgilio Baldassarre       | centro-sinistra             | Sindaco     | [ 41 ]    |
| 15 giugno 1999   | 14 giugno 2004   | Raffaele Saverio Saracino  | centro-destra               | Sindaco     | [ 41 ]    |
| 15 giugno 2004   | 20 maggio 2009   | Elio Serra                 | lista civica                | Sindaco     | [ 41 ]    |
| 20 maggio 2009   | 8 giugno 2009    | Monica Perna               |                             | Comm. pref. | [ 41 ]    |
| 8 giugno 2009    | 26 maggio 2014   | Elio Serra                 | lista civica                | Sindaco     | [ 41 ]    |
| 26 maggio 2014   | 27 maggio 2019   | Graziano Vantaggiato       | lista civica Per Soleto     | Sindaco     | [ 41 ]    |
| 27 maggio 2014   | 09 giugno 2024   | Graziano Vantaggiato       | lista civica Per Soleto     | Sindaco     | [ 41 ]    |
| 09 giugno 2024   | in carica        | Graziano Vantaggiato       | lista civica Per Soleto     | Sindaco     | [ 41 ]    |

### Gemellaggi
- Arkadioi, dal 2005[42]

## Sport

### Calcio
La squadra di calcio della città è la Polisportiva Dilettantistica Soleto Calcio, dai colori giallorossi, fondata nel 2009.
Nella stagione 2022/2023 milita nel girone C pugliese di 2ª Categoria disputando le partite casalinghe nello Stadio Comunale "Carlo Miceli E Alessio Miceli".